# Michael Reiziger
Michael John Reiziger (Amstelveen, Nizozemska, 3. svibnja 1973.) je bivši nizozemski nogometaš i nacionalni reprezentativac. Igrao je na poziciji braniča.
Nakon što se igrački dokazao u Ajaxu s kojim je osvojio Ligu prvaka, Reiziger je igrao za AC Milan i FC Barcelonu s kojom je osvojio dva španjolska prvenstva.
Za nizozemsku reprezentaciju Michael Reiziger je nastupio na tri europska (Engleska 1996., Belgija / Nizozemska 2000. i Portugal 2004.) te jednom svjetskom (Francuska 1998.) prvenstvu. Najveći reprezentativni uspjeh ostvario je 1998. kada je s Nizozemskom osvojio četvrto mjesto.

## Karijera

### Klupska karijera
Michael Reiziger je rođen u Amstelveenu na sjeveru Nizozemske. Kao junior je najprije igrao za Sint Martinus te mladu momčad Ajaxa da bi 1990. debitirao za seniorski sastav kluba sa svega 17 godina. Dva puta je bio na posudbama u Volendamu i Groningenu dok je upravo u potonjem klubu u sezoni 1993./94. zabio najviše prvenstvenih golova u sezoni, njih šest.
Povratkom u Ajax, Reiziger je postao standardni igrač u momčadi te je s klubom 1995. osvojio Ligu prvaka. Već sljedeće godine potpisuje za AC Milan u kojem je igrao jako malo zbog ozljede. Zbog toga nakon jedne sezone u milanskom klubu, Reiziger odlazi u Barcelonu gdje je proveo sljedećih sedam godina. U katalonskom divu ga je trenirao sunarodnjak Louis van Gaal te je Reiziger uvijek bio u početnom sastavu. Tijekom svoje karijere u Barceloni, Michael Reiziger je s klubom osvojio dva španjolska prvenstva te po jedan nacionalni kup i Superkup Europe.
2004. Reiziger kao slobodni igrač odlazi u Middlesbrough te je u prosincu 2004. zabio svoj jedini premijerligaški pogodak u utakmici protiv Aston Ville. Nakon jedne sezone igrač se vraća u domovinu gdje potpisuje za PSV Eindhoven s kojim u dvije godine osvoja dva nizozemska prvenstva. Nakon toga, Michael Reiziger je 2007. otišao u igračku mirovinu.

### Reprezentativna karijera
Reiziger je u dresu Oranja debitirao 12. listopada 1994. u susretu protiv Norveške. S reprezentacijom je nastupio na tri tri europska prvenstva (Engleska 1996., Belgija / Nizozemska 2000. i Portugal 2004.) te je na posljednja dva s Nizozemskom stigao do polufinala turnira.
Najveći reprezentativni uspjeh ostvario je 1998. na Svjetskom prvenstvu u Francuskoj gdje je s Oranjama bio četvrti, izgubivši u borbi za broncu od Hrvatske.
Ubrzo nakon što je 2005. potpisao za PSV, Reiziger je izjavio da će razmisliti o igranju za Nizozemsku, ali više nikada nije bio pozvan u nacionalni sastav.

#### Pogoci za reprezentaciju
| #  | Datum              | Mjesto                  | Protivnik | Pogodak | Rezultat | Natjecanje            |
| -- | ------------------ | ----------------------- | --------- | ------- | -------- | --------------------- |
| 1. | 18. studenog 1998. | Gelsenkirchen, Njemačka | Njemačka  | 1 : 0   | 1 : 1    | Prijateljska utakmica |

## Osvojeni trofeji

### Klupski trofeji
| Klub          | Trofej                 | Sezona / godina |
| Nizozemska    | Nizozemska             | Nizozemska      |
| ------------- | ---------------------- | --------------- |
| Ajax          | Kup UEFA               | 1991./92.       |
| Ajax          | Nizozemski kup         | 1992./93.       |
| Ajax          | Nizozemski Superkup    | 1994.           |
| Ajax          | Nizozemsko prvenstvo   | 1994./95.       |
| Ajax          | Liga prvaka            | 1994./95.       |
| Ajax          | Interkontinentalni kup | 1995.           |
| Ajax          | Superkup Europe        | 1995.           |
| Ajax          | Nizozemski Superkup    | 1995.           |
| Ajax          | Nizozemsko prvenstvo   | 1995./96.       |
| Španjolska    |                        |                 |
| FC Barcelona  | Superkup Europe        | 1997.           |
| FC Barcelona  | La Liga                | 1997./98.       |
| FC Barcelona  | Španjolski kup         | 1997./98.       |
| FC Barcelona  | La Liga                | 1998./99.       |
| Nizozemska    |                        |                 |
| PSV Eindhoven | Nizozemsko prvenstvo   | 2005./06.       |
| PSV Eindhoven | Nizozemsko prvenstvo   | 2006./07.       |

## Vanjske poveznice
- Profil i statistika igrača na Wereldvanoranje.nl  Arhivirana inačica izvorne stranice od 22. srpnja 2011. (Wayback Machine)
- Profil igrača na Beijen.net  Arhivirana inačica izvorne stranice od 27. siječnja 2013. (Wayback Machine)
- Statistika igrača na Soccerbase.com  Arhivirana inačica izvorne stranice od 9. rujna 2005. (Wayback Machine)
- Statistika igrača na Soccerbase.com
- Player History.com